# Притула Олександр Леонтійович
Притула Олександр Леонтійович (нар. 23 грудня 1970, м. Василівка Запорізької області) — один з керівників сучасного Українського козацтва.

## Життєпис
Народився 23 грудня 1970 року в місті Василівка Запорізької області. За національністю — етнічний українець. Громадянин України.
Освіта повна вища.
У 1992 році закінчив Запорізький машинобудівний інститут ім. В. Чубаря за спеціальністю інженер-електрик, у 1998 році — Запорізький інститут державного та муніципального управління за спеціальністю «Правознавство», у 2002 році — факультет фізичного виховання Запорізького державного університету, за фахом — викладач фізичного виховання.
Із 1992 по 1993 роки працював начальником електротехнічної лабораторії комунального підприємства «Запоріжводоканал» міста Запоріжжя.
Із 1993 по 1998 роки — викладач фізичного виховання Запорізького інституту державного та муніципального управління.
Із 24 травня 2007 року по цей час — директор Товариства з обмеженою відповідальністю «Вознесен-проект 2007» міста Запоріжжя.
Займає активну громадянську національно-патріотичну позицію.
Із 14 жовтня 1996 року по цей час — керівник громадської організації "Школа запорозького традиційного козацького бойового мистецтва «Спас».
Із 10 лютого 1997 року — керівник громадської організації "Дитячо-юнацька школа козацького бойового мистецтва «Спас» міста Запоріжжя.
Із 18 лютого 1998 року по цей час — керівник Запорізької міської козацької дитячо-юнацької спортивної школи бойового мистецтва «Спас».
Із 2002 по 2005 роки — Голова Правління Всеукраїнської благодійної організації «Всеукраїнська Федерація спасу».
Із 03 червня 2003 року по цей час — Голова Правління Всеукраїнської громадської організації "Товариство Нестора Махна «Гуляй-Поле».
Із 04 червня 2005 року як голова ВГО "Товариство Нестора Махна «Гуляй-Поле» був членом Ради Українського козацтва при Президентові України.
Із 07 червня 2005 року по цей час — Президент Всеукраїнської громадської організації "Всеукраїнська федерація «Спас».
Із 14 березня 2009 року — наказний отаман громадської козацької організації "Спілка Козаків України «Військо Запорозьке».
Із 30 вересня 2009 року по цей час — суддя національної категорії.
Із 25 січня 2011 року по цей час — член Громадської ради при Запорізькій обласній державній адміністрації.
Із 16 лютого 2011 року по цей час — член наглядової ради Національного заповідника «Хортиця».
Із 2011 року по цей час — член обласної координаційної ради з питань розвитку козацтва при Запорізькій обласній державній адміністрації.
Із 23 листопада 2011 року по цей час — член Координаційної ради з питань розвитку козацтва в Україні при Кабінеті Міністрів України.
Із 2011 року по цей час — голова наглядової ради громадської організації «Південно-Східний Центр Соціального Партнерства» міста Запоріжжя.
Універсалом Верховного отамана Українського козацтва у квітні 2012 року йому було присвоєно почесне козацьке звання генерал-осавул козацтва.
Олександр Притула проживає у місті Запоріжжі Запорізької області. До кримінальної відповідальності не притягувався (не судимий).
Кандидат у народні депутати від Аграрної партії на парламентських виборах 2019 року (округ № 76, Запорізька область). Доцент кафедри теорії та методики фізичної культури і спорту Запорізького національного університету. Безпартійний.

## Державні нагороди
- Відзнака Президента України — Хрест Івана Мазепи (30 листопада 2009) — за значний особистий внесок у соціально-економічний, науково-технічний і культурний розвиток України, вагомі досягнення у трудовій діяльності, багаторічну сумлінну працю та з нагоди річниці підтвердження всеукраїнським референдумом 1 грудня 1991 року Акта проголошення незалежності України[2]
- Орден «За заслуги перед Запорізький краєм» I ступеня (4 червня 2018) — за багаторічну сумлінну працю, високий професіоналізм, дбайливе ставлення до своєї справи, активну життєву позицію та відродження української національної культури і традицій[3]
- Заслужений працівник фізичної культури і спорту України (4 травня 2019) — за значний особистий внесок у державне будівництво, соціально-економічний, культурно-освітній розвиток України, вагомі трудові здобутки та високий професіоналізм[4]